# Campoplex intermedius
Campoplex intermedius är en stekelart som beskrevs av Julius Theodor Christian Ratzeburg 1848. Campoplex intermedius ingår i släktet Campoplex och familjen brokparasitsteklar. Inga underarter finns listade.